# Definición Pre-Sudamericana 2011 (Chile)
La definición Pre-Sudamericana 2011 fue una competición de fútbol de Chile jugada en ese año consistente en dos partidos clasificatorios para la Copa Sudamericana 2011.
Su organización estuvo a cargo de la Asociación Nacional de Fútbol Profesional (ANFP) y en ella tuvieron derecho a participar el equipo subcampeón del Torneo de Apertura 2011 y el equipo subcampeón de la Copa Chile Bicentenario. No obstante, como Universidad Católica (ganador del cupo «Chile 2» por acumular la mayor cantidad de puntaje en la fase clasificatoria del campeonato) resultó subcampeón del Torneo de Apertura 2011, su lugar en el partido para definir al «Chile 3» fue ocupado por el equipo que consiguió la segunda mejor ubicación en la fase clasificatoria del Torneo de Apertura 2011, Universidad de Chile, que enfrentó a Deportes Concepción, subcampeón de la Copa Chile Bicentenario.
Disputada en dos partidos, de ida y de vuelta, la definición la ganó Universidad de Chile por un marcador global de 4-2, clasificando así a la edición 2011 de la Copa Sudamericana, en calidad de «Chile 3».

## Equipos participantes
| Equipo               | Calidad                                                         |
| -------------------- | --------------------------------------------------------------- |
| Universidad de Chile | 2.º lugar de la fase clasificatoria del Torneo de Apertura 2011 |
| Deportes Concepción  | Subcampeón de la Copa Chile Bicentenario                        |

## Detalles

### Partido de ida
El partido de ida, disputado el 27 de julio de 2011 en el Estadio Municipal de Concepción, terminó empatado 2-2.
El cotejo fue transmitido en directo por Mega.
| Guardameta     | Carlos Kletnicki   |  |
| Defensa        | Jorge Alvarado     |  |
| Defensa        | César Vergara      |  |
| Defensa        | Luis Alegría       |  |
| Centrocampista | Cristián Morán     |  |
| Centrocampista | Andrés Díaz 60'    |  |
| Centrocampista | Rodrigo Viligrón   |  |
| Centrocampista | Cristóbal González |  |
| Centrocampista | Mariano Berriex    |  |
| Delantero      | Emanuel Herrera    |  |
| Delantero      | David Llanos 68'   |  |
| D. T.          | Óscar del Solar    |  |

| Guardameta     | Johnny Herrera       |  |
| Defensa        | Albert Acevedo       |  |
| Defensa        | Marcos González      |  |
| Defensa        | José Rojas           |  |
| Defensa        | Eugenio Mena         |  |
| Centrocampista | Paulo Magalhaes 68'  |  |
| Centrocampista | Marcelo Díaz 34'     |  |
| Centrocampista | Sebastián Leyton     |  |
| Centrocampista | Francisco Castro     |  |
| Delantero      | Gabriel Vargas       |  |
| Delantero      | Nicolás Maturana 55' |  |
| D. T.          | Jorge Sampaoli       |  |

| Centrocampista | Andrés Colombo  | 60' |
| Centrocampista | Anyelo Alvarado | 68' |

| Centrocampista | Matías Rodríguez | 68' |
| Defensa        | Juan Abarca      | 34' |
| Delantero      | Diego Rivarola   | 55' |

|  | 52' | Emanuel Herrera |
|  | 58' | Emanuel Herrera |

|  | 74' | Gabriel Vargas   |
|  | 83' | Francisco Castro |

| 63' | Sebastián Leyton |

| Árbitro | Julio Bascuñán |

| Guardameta     | Carlos Kletnicki   |  |
| Defensa        | Jorge Alvarado     |  |
| Defensa        | César Vergara      |  |
| Defensa        | Luis Alegría       |  |
| Centrocampista | Cristián Morán     |  |
| Centrocampista | Andrés Díaz 60'    |  |
| Centrocampista | Rodrigo Viligrón   |  |
| Centrocampista | Cristóbal González |  |
| Centrocampista | Mariano Berriex    |  |
| Delantero      | Emanuel Herrera    |  |
| Delantero      | David Llanos 68'   |  |
| D. T.          | Óscar del Solar    |  |

| Guardameta     | Johnny Herrera       |  |
| Defensa        | Albert Acevedo       |  |
| Defensa        | Marcos González      |  |
| Defensa        | José Rojas           |  |
| Defensa        | Eugenio Mena         |  |
| Centrocampista | Paulo Magalhaes 68'  |  |
| Centrocampista | Marcelo Díaz 34'     |  |
| Centrocampista | Sebastián Leyton     |  |
| Centrocampista | Francisco Castro     |  |
| Delantero      | Gabriel Vargas       |  |
| Delantero      | Nicolás Maturana 55' |  |
| D. T.          | Jorge Sampaoli       |  |

| Centrocampista | Andrés Colombo  | 60' |
| Centrocampista | Anyelo Alvarado | 68' |

| Centrocampista | Matías Rodríguez | 68' |
| Defensa        | Juan Abarca      | 34' |
| Delantero      | Diego Rivarola   | 55' |

|  | 52' | Emanuel Herrera |
|  | 58' | Emanuel Herrera |

|  | 74' | Gabriel Vargas   |
|  | 83' | Francisco Castro |

| 63' | Sebastián Leyton |

| Árbitro | Julio Bascuñán |

### Partido de vuelta
El partido de vuelta, disputado el 3 de agosto de 2011 en el Estadio Nacional de Chile, lo ganó Universidad de Chile por 2-0, clasificando así a la Copa Sudamericana 2011 como «Chile 3».
El cotejo fue transmitido en directo por Mega, CDF Premium y CDF HD.
| Guardameta     | Johnny Herrera         |  |
| Defensa        | Marcos González        |  |
| Defensa        | Osvaldo González       |  |
| Defensa        | José Rojas             |  |
| Centrocampista | Charles Aránguiz       |  |
| Defensa        | Albert Acevedo         |  |
| Defensa        | Eugenio Mena           |  |
| Centrocampista | Gustavo Lorenzetti 87' |  |
| Delantero      | Eduardo Vargas 77'     |  |
| Delantero      | Gustavo Canales        |  |
| Delantero      | Francisco Castro 46'   |  |
| D. T.          | Jorge Sampaoli         |  |

| Guardameta     | Carlos Kletnicki     |  |
| Centrocampista | Ányelo Alvarado      |  |
| Defensa        | Luis Alegría         |  |
| Defensa        | César Vergara        |  |
| Centrocampista | Cristián Morán       |  |
| Centrocampista | Andrés Díaz 66'      |  |
| Centrocampista | Cristóbal González   |  |
| Centrocampista | Rodrigo Viligrón 75' |  |
| Centrocampista | Mariano Berriex      |  |
| Delantero      | Emanuel Herrera      |  |
| Delantero      | David Llanos         |  |
| D. T.          | Óscar del Solar      |  |

| Centrocampista | Nelson Rebolledo | 87' |
| Delantero      | Diego Rivarola   | 77' |
| Centrocampista | Guillermo Marino | 46' |

| Centrocampista | Andrés Colombo | 66' |
| Delantero      | Gustavo Savoia | 75' |

|  | 56'   | Gustavo Canales |
|  | 90+2' | Diego Rivarola  |

| 34' | Albert Acevedo   |
| 74' | José Rojas       |
| 89' | Nelson Rebolledo |

| 48' | César Vergara  |
| 51' | Cristián Morán |
| 58' | Luis Alegría   |

| Otorgado · Otorgado otra vez · Expulsado | 86' | Cristián Morán |

| Árbitro | Eduardo Gamboa |

| Guardameta     | Johnny Herrera         |  |
| Defensa        | Marcos González        |  |
| Defensa        | Osvaldo González       |  |
| Defensa        | José Rojas             |  |
| Centrocampista | Charles Aránguiz       |  |
| Defensa        | Albert Acevedo         |  |
| Defensa        | Eugenio Mena           |  |
| Centrocampista | Gustavo Lorenzetti 87' |  |
| Delantero      | Eduardo Vargas 77'     |  |
| Delantero      | Gustavo Canales        |  |
| Delantero      | Francisco Castro 46'   |  |
| D. T.          | Jorge Sampaoli         |  |

| Guardameta     | Carlos Kletnicki     |  |
| Centrocampista | Ányelo Alvarado      |  |
| Defensa        | Luis Alegría         |  |
| Defensa        | César Vergara        |  |
| Centrocampista | Cristián Morán       |  |
| Centrocampista | Andrés Díaz 66'      |  |
| Centrocampista | Cristóbal González   |  |
| Centrocampista | Rodrigo Viligrón 75' |  |
| Centrocampista | Mariano Berriex      |  |
| Delantero      | Emanuel Herrera      |  |
| Delantero      | David Llanos         |  |
| D. T.          | Óscar del Solar      |  |

| Centrocampista | Nelson Rebolledo | 87' |
| Delantero      | Diego Rivarola   | 77' |
| Centrocampista | Guillermo Marino | 46' |

| Centrocampista | Andrés Colombo | 66' |
| Delantero      | Gustavo Savoia | 75' |

|  | 56'   | Gustavo Canales |
|  | 90+2' | Diego Rivarola  |

| 34' | Albert Acevedo   |
| 74' | José Rojas       |
| 89' | Nelson Rebolledo |

| 48' | César Vergara  |
| 51' | Cristián Morán |
| 58' | Luis Alegría   |

| Otorgado · Otorgado otra vez · Expulsado | 86' | Cristián Morán |

| Árbitro | Eduardo Gamboa |

## Ganador
| Universidad de Chile                                                        |
| Universidad de Chile Clasificado a la Copa Sudamericana 2011 como «Chile 3» |